# Arles Castro
Castro  Laverde est un nom espagnol. Le premier nom de famille, en général paternel, est Castro ; le second, en général maternel, souvent omis, est Laverde.
Arles Antonio Castro Laverde, né à Urrao (département de Antioquia) le 17 juillet 1979, est un coureur cycliste colombien. Spécialiste de la poursuite sur piste, il est sept fois médaillé d'or aux championnats panaméricains.

## Repères biographiques
En 2006, il fait partie de la sélection colombienne de cyclisme sur piste qui s'illustre sur de nombreuses compétitions continentales. En poursuite par équipes, il remporte le titre à Carthagène des Indes, lors des Jeux d'Amérique centrale et des Caraïbes et au mois de novembre, lors des Jeux sud-américains. À Mar del Plata, il dispute aussi la course aux points où il décroche la médaille d'argent.
Lors de la coupe du monde 2007-2008, Castro dispute avec sa sélection la poursuite par équipes. Elle participe aux quatre manches de la coupe du monde. Le meilleur résultat est une 7e place à Los Angeles, qui associée à une 8e place à Copenhague, la place au 12e rang de la coupe du monde 2007-2008 de poursuite par équipes. Il dispute, également, deux manches de course scratch mais ni à Sydney, ni à Pékin, il ne parvient à se qualifier pour les finales. 
Quelques semaines après la fin de la coupe du monde 2007-2008, il participe aux championnats du monde à Manchester. Membre de l'équipe championne panaméricaine 2007 de poursuite, il prend part aux qualifications de cette discipline, qu'il achève à la 11e place.
En août 2008, il dispute ses premiers Jeux. Il s'aligne au départ des qualifications de la poursuite par équipes. Dix équipes sont inscrites, et malheureusement, la sélection colombienne termine dixième, à près de cinq secondes de la dernière formation qualifiée.
Castro ne participe qu'à deux manches de la coupe du monde 2008-2009. À Manchester, il est membre de l'équipe de poursuite qui se classe 10e. À Cali, il double poursuite individuelle et par équipes. Il s'octroie deux podiums. Mais ces résultats sont à relativiser. Par équipes, elles n'étaient que trois formations engagées et la sélection colombienne termine troisième à 15 secondes des finalistes. Sa troisième place individuelle est plus remarquable (même si seulement neuf concurrents se sont présentés en Colombie, contre 18 à Copenhague). Ainsi avec ces résultats, l'équipe colombienne termine au 13e rang de la coupe du monde 2008-2009 de poursuite par équipes. Castro, lui, se classe, également, 13e de la coupe du monde 2008-2009 de poursuite.
Il est sélectionné pour représenter son pays aux Mondiaux de Pruszków dans trois épreuves. En poursuite que cela soit en individuel ou par équipes, Castro ne dépasse pas le stade des qualifications. En omnium, ce n'est pas mieux puisque sur 18 engagés, 17 participants terminent et Castro finit 17e.
En décembre 2009, il participe à la manche de Cali de la coupe du monde 2009-2010. Il remporte la poursuite par équipes. En battant le record national de près de deux secondes, il obtient, avec ses équipiers, le meilleur temps des qualifications. En finale, la sélection colombienne rattrape l'équipe du Lokomotiv à 500 mètres du terme de la finale et s'adjuge ainsi la victoire. Avec ce seul résultat, l'équipe colombienne termine au 9e rang de la coupe du monde 2009-2010 de poursuite par équipes.
En 2010, à Aguascalientes, il devient, pour la deuxième fois, champion panaméricain de poursuite par équipes. Profitant de l'altitude et de la qualité de la piste, inaugurée pour l'occasion (et considérée comme la meilleure en Amérique), la sélection colombienne est la première équipe panaméricaine à descendre sous les quatre minutes, établissant, en 3 min 59 s 412, un nouveau record continental. Elle bat, de cinq secondes, le précédent record qu'elle avait battu, le matin même, en qualifications.
En octobre 2011, il fait partie de la sélection de poursuite par équipes qui représente la Colombie, lors des Jeux panaméricains de Guadalajara. À cette occasion, il décroche le titre en battant les Chiliens, rejoints après la chute d'un des leurs. Avec ses coéquipiers, il établit un nouveau record panaméricain, en 3 min 59 s 236. 
Puis il participe à deux manches de la coupe du monde 2011-2012. À Cali, il dispute les qualifications de la poursuite par équipes, qu'il termine troisième. En l'absence de Juan Esteban Arango en finale, ses coéquipiers laissent, pour huit centièmes, la dernière marche du podium aux Danois. Lors de la quatrième manche de la coupe du monde, qui se déroule à Londres, sur le vélodrome qui accueillera les compétitions olympiques, Castro et ses coéquipiers terminent septième des qualifications. Avec ces deux résultats, l'équipe colombienne termine au neuvième rang de la coupe du monde 2011-2012 de poursuite par équipes.
Pour parfaire sa préparation en vue des Jeux olympiques de Londres, la sélection colombienne de poursuite par équipes, dont fait partie Castro, participe au Tour de San Luis, à la fin du mois de janvier. À la mi-mars, et dans cette même optique, les poursuiteurs sont alignés à la Vuelta a México, par leur fédération. Fin avril - début mai, ils sont aux États-Unis pour disputer deux épreuves du calendrier national américain, la Joe Martin Stage Race et le Tour of the Gila. Dans l'Arkansas, il termine notamment sixième du prologue.

## Palmarès

### Jeux olympiques
- Pékin 2008
  - 10e de la poursuite par équipes[31]  (avec Juan Esteban Arango, Juan Pablo Forero et Jairo Pérez) (éliminé au tour qualificatif[32]).

Il n'y a seulement que huit qualifiés lors de ce tour éliminatoire.
- Londres 2012
  - 8e de la poursuite par équipes (avec Edwin Ávila, Kevin Ríos et Weimar Roldán)[33].

### Championnats du monde
- Anvers 2001
  - 12e de la poursuite par équipes (avec Jhon Durango, José Serpa et John Fredy Parra)[34].
- Ballerup 2002
  - 6e de la poursuite par équipes (avec Leonardo Duque, Alexander González et José Serpa)[35].
- Stuttgart 2003
  - 13e de la poursuite par équipes (avec Juan Pablo Forero, Alexander González et José Serpa)[36].
- Melbourne 2004
  - 16e de la poursuite par équipes (avec Carlos Alzate, Alexander González et José Serpa)[37].
  - 18e de la poursuite individuelle[38].
- Manchester 2008
  - 11e de la poursuite par équipes (avec Carlos Alzate, Juan Esteban Arango et Jairo Pérez)[8].
- Pruszkow 2009
  - 10e de la poursuite par équipes (avec Juan Esteban Arango, Edwin Ávila et Carlos Urán)[39].
  - 12e de la poursuite individuelle[40].
  - 17e de l'omnium[16].
- Apeldoorn 2011
  - 10e de la poursuite par équipes (avec Juan Esteban Arango, Edwin Ávila et Weimar Roldán) (éliminé au tour qualificatif)[41].
  - 12e de la poursuite individuelle[42].
- Cali 2014
  - 10e de la poursuite par équipes (avec Juan Esteban Arango, Edwin Ávila et Fernando Gaviria) (éliminé au tour qualificatif)[43].

### Coupe du monde
- 2001
  - 2e de la poursuite par équipes à Cali
- 2008-2009
  - 3e de la poursuite à Cali
  - 3e de la poursuite par équipes à Cali (avec Juan Esteban Arango, Edwin Ávila et Alexander González)
- 2009-2010
  - 1re de la poursuite par équipes à Cali (avec Juan Esteban Arango, Edwin Ávila et Weimar Roldán)
- 2010-2011
  - 2e de la poursuite par équipes à Cali
- 2012-2013
  - 1er de la poursuite par équipes à Cali (avec Juan Esteban Arango, Edwin Ávila et Weimar Roldán)

### Championnats panaméricains
- Medellín 2001
  -  Médaillé de bronze de la poursuite par équipes (avec José Serpa, John Durango et John Fredy Parra)
- São Paulo 2006
  - Quatrième de la poursuite par équipes (avec Jairo Pérez, Carlos Alzate et Alexander González)[44]
- Valencia 2007
  -  Médaillé d'or de la course aux points
  -  Médaillé d'or de la poursuite par équipes (avec Juan Pablo Forero, Carlos Alzate et Jairo Pérez)
- Aguascalientes 2010
  -  Médaillé d'or de la poursuite par équipes (avec Juan Pablo Suárez, Weimar Roldán et Edwin Ávila)
- Medellín 2011
  -  Médaillé d'or de la poursuite par équipes (avec Juan Esteban Arango, Weimar Roldán et Edwin Ávila)
  -  Médaillé d'or de la poursuite individuelle
- Aguascalientes 2014
  -  Médaillé d'or de la poursuite par équipes (avec Sebastián Molano, Brayan Sánchez et Jhonatan Restrepo)
  - Neuvième de la poursuite individuelle[45]
- Santiago 2015
  -  Médaillé d'or de la poursuite par équipes (avec Juan Esteban Arango, Jhonatan Restrepo et Jordan Parra).
  - Sixième de la poursuite individuelle[46]

### Jeux panaméricains
- Saint-Domingue 2003
  -  Médaillé de bronze de la poursuite par équipes
- Rio de Janeiro 2007
  -  Médaillé d'argent de la poursuite par équipes
- Guadalajara 2011
  -  Médaillé d'or de la poursuite par équipes
- Toronto 2015
  -  Médaillé d'or de la poursuite par équipes (avec Jhonathan Restrepo, Juan Esteban Arango et Fernando Gaviria)

### Jeux sud-américains
- Mar del Plata 2006
  -  Médaillé d'or de la poursuite par équipes[2]
  -  Médaillé d'argent de la course aux points[2]
- Medellín 2010
  -  Médaillé d'or de la poursuite par équipes (avec Juan Esteban Arango, Edwin Ávila, Weimar Roldán)
- Santiago 2014
  -  Médaillé d'or de la poursuite par équipes (avec Juan Esteban Arango, Edwin Ávila et Weimar Roldán)

### Jeux d'Amérique centrale et des Caraïbes
- Carthagène des Indes 2006
  -  Médaillé d'or de la poursuite par équipes[1].
- Mayagüez 2010
  -  Médaillé d'or de la poursuite par équipes.

### Championnats de Colombie
- Pereira 2007
  -  Médaillé d'or de la poursuite individuelle[47].
  -  Médaillé d'or de la poursuite par équipes (avec Carlos Alzate, Jairo Pérez et Juan Pablo Forero)[48].
- Cali 2008
  -  Médaillé d'or de la poursuite individuelle des XVIII Juegos Deportivos Nacionales[49].
  -  Médaillé d'or de la poursuite par équipes des XVIII Juegos Deportivos Nacionales (avec Juan Esteban Arango, Jaime Suaza et Weimar Roldán)[49].
- Medellín 2010
  -  Médaillé d'or de la poursuite par équipes (avec Jaime Suaza, Juan Esteban Arango et Weimar Roldán)[50].
- Bogota 2011
  -  Médaillé d'or de la poursuite par équipes (avec Carlos Urán, Weimar Roldán et Juan Esteban Arango)[51].
  -  Médaillé d'or de la course aux points[52].
  -  Médaillé d'or de la course à l'américaine (avec Weimar Roldán)[53].
- Medellín 2013
  -  Médaillé d'or de la poursuite par équipes (avec Weimar Roldán, Kevin Ríos et Jhonatan Restrepo)[54].
- Medellín 2014
  -  Médaillé d'or de la poursuite par équipes (avec Brayan Sánchez, Jhonatan Restrepo et Kevin Ríos)[55].
  -  Médaillé d'or de la course scratch[56].
  -  Médaillé d'argent de la poursuite individuelle[57].
- Cali 2015
  -  Médaillé d'or de la poursuite par équipes (avec Brayan Sánchez, Kevin Ríos et Jairo Salas)[58].
  -  Médaillé d'argent de la course scratch[59].
- Cali 2017
  -  Médaillé d'or de la poursuite par équipes (avec Juan Esteban Arango, Weimar Roldán et Brayan Sánchez)[60].